# レナセール
「レナセール」 (Renacer)は、グロリア・エステファンの楽曲。

## 解説
元々はマイアミ・サウンド・マシーンの楽曲として制作され、シングルとしてもリリースされていた。その後1990年のベスト・アルバム『ベスト・オブ・グロリア・エステファン』の為にグロリアによって新たなソロ・バージョンが録音された。このバージョンはベスト・アルバムから唯一のシングルとしてもリリースされた。

## 収録曲
US盤 7" シングル
1. Renacer - 3:16
2. Oye Mi Canto - 4:55

## チャート
| チャート                       | 最高位 |
| ------------------------------ | ------ |
| US Hot Latin Songs (Billboard) | 7      |